# 认知码
认知码输入法是一种汉字输入法。

## 历史
认知码是中华人民共和国国家“八五”重点科技攻关项目926工程的成果之一，其主要研发者为北京师范大学何克抗教授。认知码输入法在1994年6月30日通过中国国家教委基础教育司主持的技术鉴定，曾在北京、天津和广东一批试点学校试验，据称“效果很好”。
但随后在《计算机世界》报1995年第40期和1996年第13期上，分别刊登了周宪的《认知码不宜推广》和黄晓林的《也谈认知码一些争议的问题》，在重码率、易学性、字根选择等方面否定认知码。最终，曾被定为“国家教委推荐的第一个汉字输入法方案”的认知码退出历史舞台。

## 版本
单机版认知码汉字输入系统最高版本为V5.0(for DOS)，网络版(for DOS)最高版本为V5.0。另有为Windows3.X和Windows95的版本，以及基于RichWin的“认知码汉字大字符集输入系统”。

## 复兴
虽然认知码由于其设计的不完善而没落了，其作为形码已彻底失败，但其思想最近被应用到搜狗拼音等产品中——在输入拼音后按Tab键即可补充文字的二拆码，以便检索不常用字。这种二拆码大大地增强了拆字的ad hoc性。